# Speedway Miskolc
A Speedway Miskolc egy magyar salakmotoros sportegyesület, amely jelenleg a lengyel második ligában szerepel. A klubot 2004-ben szervezték újra. Elnöke Jacsó Tibor.
2008-ban ezüstérmesek lettek; az alapszakaszt megnyerték ugyan, de a döntőben kikaptak, így a Start Gniezno jutott fel a felsőbb osztályba. 2009-ben a lengyel második ligában aranyérmet szerzett a csapat és így feljutott a lengyel első ligába, ahonnan 2011-re visszaesett a második ligába.
2010-es keret: Scott Nicholls (volt GP-s), Ales Dryml, James Wright, Aleksander Conda, Magosi Norbert, Tabaka József, Szatmári László.
2011-es keret: Semen Vlasov, Sergej Darkin, Filip Sitera, Manuel Hauzinger, Danil Ivanov, Jordan Frampton, Milan Manev, Martin Gavenda, Sergej Karachintsev, Samo Kukovica, Sergej Polinek, Bencze Zsolt, Tihanyi Sándor, Szegedi Máté, Stefáni Attila, Nagy Róbert, Nagy Patrik, Lőrincz Attila, Benkő Roland.